# Gregor Weßenigk
Gregor Weßenigk (ou Gregorius Weszenigk) (né avant 1465 à Kirchhain; † 1494) est un religieux  catholique (vicaire). En 1480, il obtient le grade de Magister artium après avoir étudié les sept arts libéraux et en suite celui de Baccalaureus decretorum  (bachelier en droits). Il a été de 1482 à 1488 recteur de la Thomasschule zu Leipzig. Le 16 octobre 1485, il est devenu recteur de l'Université de Leipzig.